# Sinsin

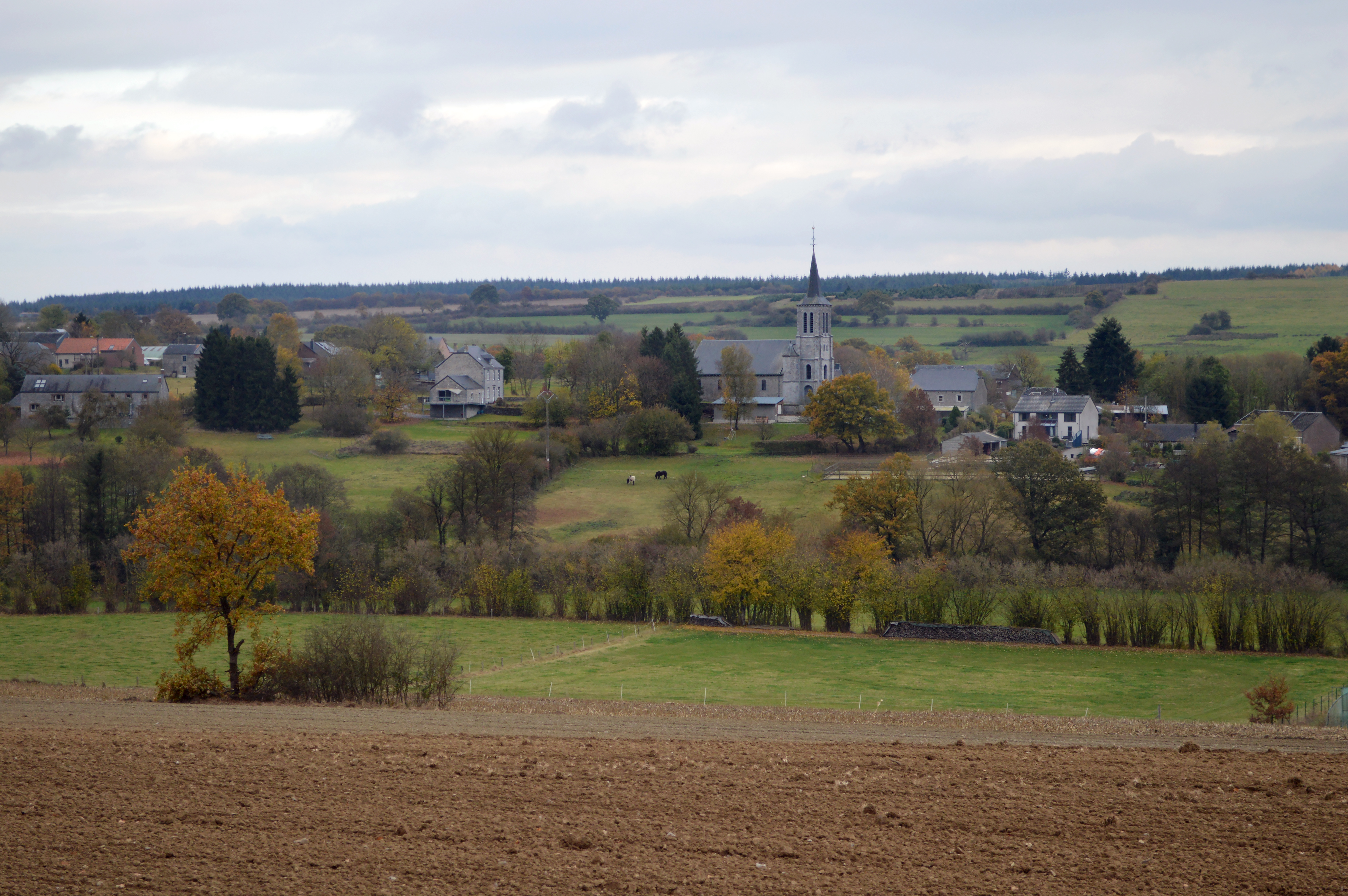
Zicht op Sinsin vanaf het noorden

Sinsin is een dorp in de Belgische provincie Namen en een deelgemeente van Somme-Leuze. Sinsin ligt zo'n elf kilometer ten zuidwesten van het dorpscentrum van Somme-Leuze.

## Geschiedenis
Tijdens het ancien régime bestond Sinsin uit twee aangrenzende plaatsen, gescheiden door een riviertje. In het noordoosten lag het dorp Sinsin-Petite, behorend tot het prinsbisdom Luik. In het zuidwesten lag Sinsin-Grande, behorend tot het hertogdom Luxemburg. Op de Ferrariskaart uit de jaren 1770 is deze situatie weergegeven met het dorp Petit Sinsen in het Prinsbisdom Luik en het gehucht Grand Sinsen in de Luxemburgse enclave.
Op het eind van het ancien régime werden Sinsin-Grande en Sinsin-Petite beide een gemeente, maar in 1812 werden deze afzonderlijke gemeenten al opgeheven en in de nieuwe gemeente Sinsin samengebracht.
Op 1 januari 1977 werd Sinsin een deelgemeente van Somme-Leuze.

## Demografische ontwikkeling
- Bronnen:NIS, Opm:1831 tot en met 1970=volkstellingen, 1976= inwoneraantal op 31 december

Deelgemeenten: Baillonville · Bonsin · Heure-en-Famenne · Hogne · Nettinne · Noiseux · Sinsin · Somme-Leuze · Waillet

Overige dorpen: Chardeneux · Fourneau · Mehogne · Moressée · Rabosée · Sinsin-Grande · Sinsin-Petite · Somal

Belgische gemeenten · arrondissement Dinant · provincie Namen · Wallonië